# Docieranie (motoryzacja)
Docieranie – proces wzajemnego dopasowania się wszystkich ruchomych elementów układu jezdnego i napędowego nowego (lub poddanego remontowi) pojazdu spalinowego (np. samochodu). Proces ten wynika z faktu, iż obróbka pozostawia zawsze minimalne defekty na powierzchniach części. Wzajemny ruch współpracujących powierzchni powoduje ścieranie tych nierówności. W efekcie pojazd na początku eksploatacji może mieć gorsze osiągi. Proces docierania jest zależny od technologii produkcji i dlatego w przypadku każdej konstrukcji przebiega odmiennie.
Pojazdy konstruowane w przeszłości, z powodu niskiej precyzji wykonania, wymagały stosowania rygorystycznych zasad docierania (np. nieprzekraczanie pewnego zakresu obrotów silnika, znacznie wcześniejsza pierwsza wymiana oleju silnikowego).
Producenci współczesnych pojazdów zazwyczaj twierdzą, iż nie wymagają one przeprowadzania procesu docierania. Niemniej jednak, przez pierwszych kilka tysięcy kilometrów przebiegu parametry pojazdu mogą odbiegać od docelowych. Wciąż często wymagana jest trochę wcześniejsza wymiana oleju silnikowego. Również hamulce oraz opony wymagają dotarcia.